# Rolf Thung
Rolf Thung (Naarden, 27 luglio 1951) è un ex tennista olandese.

## Carriera
Nei tornei dello Slam ha ottenuto i risultati migliori a Wimbledon, sull'erba londinese ha raggiunto il terzo turno in singolare nel 1974 dopo avere superato le qualificazioni e ha fatto altrettanto nel doppio misto nel biennio 1973-74.
Ha vinto un torneo nel circuito principale, durante i British Hard Court Championships 1978 insieme a Louk Sanders ha sconfitto la coppia australiana formata da David Carter e Rod Frawley in due set.
Tra il 1974 e il 1980 ha fatto parte della squadra olandese di Coppa Davis vincendo sei incontri e perdendone otto.

## Statistiche

### Doppio

#### Vittorie (1)
| Numero | Anno              | Torneo                                        | Superficie  | Compagno     | Avversari in finale      | Punteggio |
| 1.     | 24 settembre 1978 | British Hard Court Championships, Bournemouth | Terra rossa | Louk Sanders | David Carter Rod Frawley | 6-3, 6-4  |